# Surdisorex
Surdisorex é um gênero mamífero da família Soricidae.

## Espécies
- Surdisorex norae Thomas, 1906
- Surdisorex polulus Hollister, 1916